# Slavoluk Sergijevaca
44°52′5.8″N 13°50′49.3″E / 44.868278°N 13.847028°E
Slavoluk Sergijevaca (često nazivan i Zlatna vrata), antički rimski slavoluk u Puli u Hrvatskoj. Postavljen je u spomen na tri člana obitelji Sergijavaca, posebno na Lucija Sergija Lepida, tribuna koji je služio u Rimskoj legiji, koja je sudjelovala u bitci kod Akcija, pa se pretpostavlja da je slavoluk izgrađen između 29. i 27. godine pr. Kr. Sergijevci su bili moćna obitelj u koloniji, te su zadržali svoju moć stoljećima.
U spomenik je uklesano ime Salvije Postume, koja je i platila gradnju (de sua pecunia), a kako je bila udana u obitelj Sergijevaca, podignula ga je u čast vjerojatno svoga muža, Lucije Sergije Lepid, njegovog oca Lucije Sergije i strica Gnej Sergije. Uređen je u kasnom helenističkom stilu, s orijentalnim utjecajima. Reljef na slavoluku prikazuje ratnu kočiju koju vuku konji.
Slavoluk je privukao pozornost mnogih umjetnika, među ostalim i Michelangelovog učenika Bastijana de Sangalla koji ga je ovjekovječio crtežom. Vjerojatno mu je služio kao antički uzor za neko od njegovih remek-djela. Crtež se danas čuva u muzeju Wicar francuskog grada Lillea.

## Opis
Okvir slavoluka čine masivni pilastri - nosači građeni od velikih kamenih blokova koji su u donjim dijelovima prošireni, tako da čine i baze stupova koji oživljavaju vertikalne pilastre, nosače lukova s prednje i stražnje strane. Otvor završava svodom kojeg tvore klinasto pritesani blokovi, a u cjelinu ga povezuje trodijelni arhitrav na kojeg se nastavlja friz koji obujmljuje slavoluk. Iznad friza nalazi se vijenac i trodijelna atika (arhitektura) koja je ujedno bila i baza statua trojice Sergijevaca kojima je spomenik bio podignut. Izuzetno bogata dekoracija slavoluka isklesana je u orijentalnoj helenističkoj maniri. Pilastre oživljavaju i rasčlanjuju vitki stupovi s raskošnim korintskim kapitelima, s gradske strane pilastri su ukrašeni biljnim ukrasom uvijenih grana s akantusovim lišćem. Unutarnje stijene svodnog otvora ukrašene su stabljikama vinove loze s grožđem, koje rastu iz čašica akantusovog lista pri dnu baza slavoluka. Svod otvora je kasetiran i ukrašen velikim rozetama. Središnje polje ukrašeno je prikazom orla raširenih krila u borbi sa zmijom, dok je na poljima svoda isklesan prikaz dupina, sfingi i grifona. Na gradskoj fasadi spomenika u visokom reljefu ponad luka nasuprotno su postavljeni prikazi krilatih Viktorija koje nose vijence, a tu su još i puti koji pridržavaju festone s bukarnijima. Na sastavnici vijenaca isklesani su i dvoprezi nasuprotno postavljeni i okrenuti prema sredini friza. Na centralnom mjestu, iznad svoda slavoluka uklesan je natpis o njegovu postavljanu: SALVIA POSTUMA SERGI DE SUA PECUNIA. Na kraćim pobočnim stranama friza slavoluka prikazana je rimska i barbarska vojnička oprema. Iznad friza je bogato ukrašen vijenac rasčlanjen konzolama i kasetnim poljima iznad konzola.
Slavoluk nema samo trijumfalni i počasni karakter.

## Galerija
- Slavoluk Sergijevaca u Puli.
- Dio slavoluka.
- Slavoluk Sergijevaca.
- Dio slavoluka.
- Detalj reljefa sa slavoluka.

## Poveznice
- Povijest Pule

## Vanjske poveznice
|  | Zajednički poslužitelj ima još gradiva o temi Slavoluk Sergijevaca |